# Tsarevtsi
Tsarevtsi (bulgariska: Царевци) är ett distrikt i Bulgarien.   Det ligger i kommunen Obsjtina Avren och regionen Oblast Varna, i den östra delen av landet, 300 km öster om huvudstaden Sofia.
Trakten runt Tsarevtsi består till största delen av jordbruksmark. Runt Tsarevtsi är det ganska glesbefolkat, med 34 invånare per kvadratkilometer.